# Diophtalma hyphea
Diophtalma hyphea är en fjärilsart som beskrevs av Pieter Cramer 1776. Diophtalma hyphea ingår i släktet Diophtalma och familjen Riodinidae. Inga underarter finns listade i Catalogue of Life.